# O Melhor
O Melhor é a primeira compilação da carreira a solo da cantora popular portuguesa Suzana. 

Foi lançado no ano 2009 pela editora Espacial.

Contém 13 faixas, todas já editadas nos primeiros cinco álbuns da artista.
Começando no primeiro álbum de estúdio a solo, Amanhã (É Amanhã), de 2000,  encontramos apenas o tema "Um dia lindo de amor".

Já o álbum seguinte, Tudo De Ti, de 2002, contribuiu com duas canções "Sempre que o amor se vai" e "A mesma de sempre".

Do terceiro de originais (...Encontrei de 2004)  foram escolhidos as três primeiras faixas: "Quando a noite vem", "Tudo tem um fim e um adeus" e "O 1º grande amor", o dueto com Tony Carreira.

Do álbum de 2006, O Pobre É Que Paga foram retirados dois temas, "Quando me lembro de nós" e "Tudo entre nós".

Por fim, do quinto lançamento, Por Amor, editado no ano anterior saíram cinco músicas: "Quando ele me chama mãe" "Já sabia", "Hoje voltei a vê-lo", "Talvez" e "P'ra não me veres chorar".

## Faixas
1. "Quando ele me chama mãe" (Ricardo / Tony Carreira)
2. "Já sabia" (Ricardo)
3. "O 1º grande amor" dueto com Tony Carreira (Ricardo)
4. "Quando me lembro de nós" (Ricardo)
5. "Quando a noite vem" (Tony Carreira / Francis Cabrel)
6. "Hoje voltei a vê-lo" (Cristina Landum / Ricardo)
7. "Talvez" (Ricardo)
8. "Um dia lindo de amor" (Ricardo)
9. "Tudo tem um fim e um adeus"  (Ricardo / Ricardo, Tony Carreira)
10. "Sempre que o amor se vai" (Ricardo)
11. "P'ra não me veres chorar" (Ricardo)
12. "A mesma de sempre" (Ricardo)
13. "Tudo entre nós" (Cristina Landum / Ricardo)